# Busuanga, Palawan

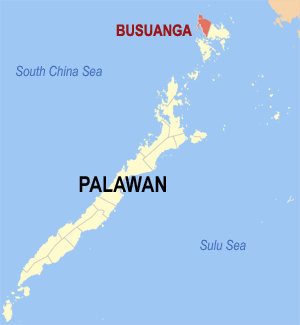
Karta över Palawan med Busuanga utmärkt.

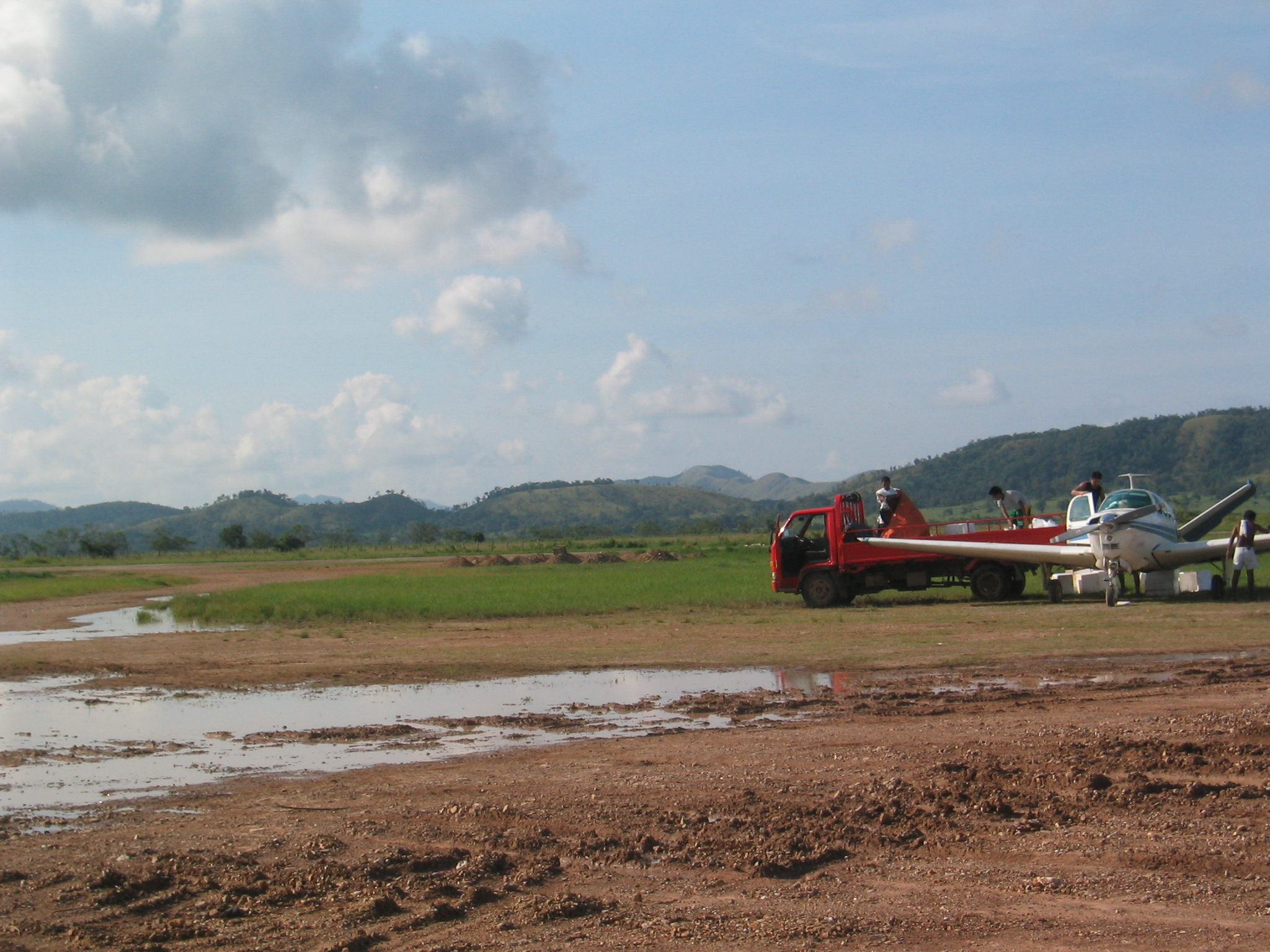
Busuanga airstrip.

Busuanga är en kommun i den filippinska provinsen Palawan. Området som tillhör Busuanga täcker den ena tredjedelen av ön Busuanga. Denna tillhör i sin tur ögruppen Calamianöarna som ligger mellan Mindoro och ön Palawan. Enligt statistik från år 2000 har kommunen en befolkning på över 16 000 människor på över 3 000 hushåll.
Staden i Busuanga, Salvacion, ligger ungefärligt 50 kilometer från huvudsätet i den närliggande kommunen, Coron. Uppskattad restid är mellan 2,5 och 3 timmar om man åker på land.

## Barangays
Busuanga är uppdelad i 16 olika barangay.
- Bogtong[2]
- Buluang[3]
- Cheey
- Concepcion
- Maglalambay
- New Busuanga (Pob.)
- Old Busuanga
- Panlaytan[4]
- Quezon
- Sagrada
- Salvacion
- San Isidro
- San Rafael
- Santo Niño
- Burabod
- Halsey

## Historia
Busuanga blev skapad av flera olika barrio: Concepcion, Salvacion, Busuanga, New Busuanga, Buluang, Quezon, Calawit, och Cheey från Coron år 1950.
Quezon blev åter en barangay in 2000.